# Mychajlo Draj-Chmara

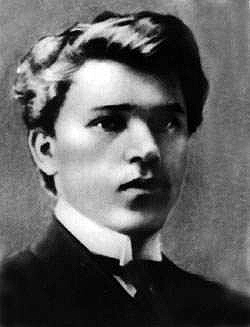
Mychajlo Draj-Chmara, 1910

Mychajlo Opanasowitsch Draj-Chmara (* 28. Septemberjul. / 10. Oktober 1889greg. in Mali Kaniwzi bei Solotonoscha, Gouvernement Poltawa, Russisches Kaiserreich; † 19. Januar 1939 an der Kolyma, Sibirien, Sowjetunion) war ein ukrainischer Poet, Übersetzer und Linguist.

## Leben

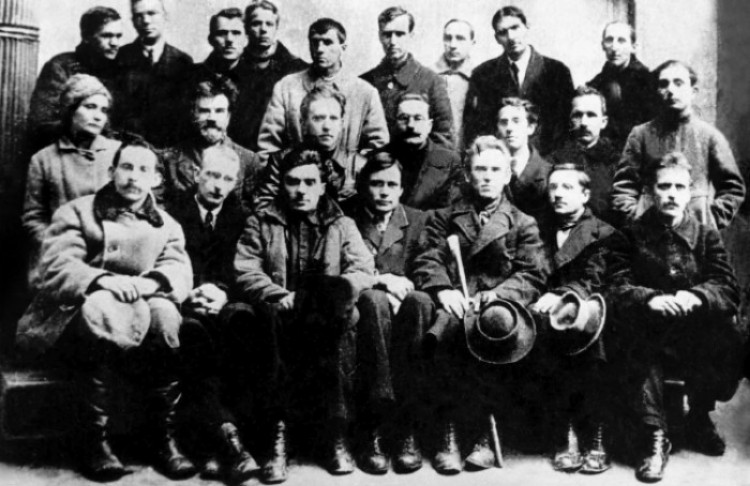
Charkiwer und Kyjiwer Künstler, 1923. Von links nach rechts. Erste Reihe: Maksym Rylskyj, Jurij Meschenko, Mykola Chwylowyj, Majk Johansen, Juchym Mychajliw, Mychajlo Werykiwskyj, Pylyp Kosyzkyj. Zweite Reihe: Natalja Romanowytsch, Mychajlo Mohyljanskyj, Wassyl Ellan-Blakytnyj, Serhij Pylypenko, Pawlo Tytschyna, Pawlo Fylypowytsch. Dritte Reihe: Dmytro Sahul, Mykola Serow, Mychajlo Draj-Chmara, Hryhorij Kossynka, Wolodymyr Sosjura, Teodosij Osmatschka, Wolodymyr Korjak, Mychajlo Iwtschenko

### Berufliche Laufbahn
Draj-Chmara besuchte die Schule in Solotonoscha und das Gymnasium in Tscherkassy. Nach vier Jahren Gymnasium (1902–1906), erhielt er ein Stipendium für das Kollegium „Pavlo Galagan“ in Kiew, wo er sich erstmals dem Schreiben widmete. Dort entstand auch sein erstes Gedicht Dewuschka w aloj kosynke (1910) in russischer Sprache, welches in der Zeitschrift des Kollegiums „Lukomore“ veröffentlicht wurde. Nach seinem Schulabschluss am Kollegium (1910), schrieb sich Draj-Chmara an der historisch-philologischen Fakultät der  Universität Kiew ein, wo ihm ein vierjähriges Stipendium zugesprochen wird.
1913 begab sich Draj-Chmara im Auftrag der Kiewer Universität ins Ausland (u. a. Zagreb, Budapest, Belgrad und Bukarest), um an den slawischen Sprachen und Literaturen zu forschen. Nach seiner Forschungsreise heiratete Draj-Chmara 1914 Nina Dlugopolska. Im Jahre 1915 schloss er die Universität ab und begann sich auf seine Habilitation vorzubereiten.
Während des Ersten Weltkriegs erhielt Draj-Chmara ein Stipendium für die Universität in Petrograd, wo er für die nächsten zwei Jahre arbeitete. Im Frühjahr 1917 kehrte er wieder in die Ukraine zurück, wo er beim Aufbau eines eigenständigen ukrainischen Bildungswesens mitwirkte. Von 1918 bis 1923 hatte er das Amt eines Privat-Dozenten am Lehrstuhl der slawischen Philologie inne. 1923 bis 1929 arbeitete er als Professor am medizinischen Institut der Kiewer Universität und forschte von 1930 bis 1933 am Institut für Sprachwissenschaften an der ukrainischen Akademie der Wissenschaften.

### Politische Verfolgung
Seit den 1930er Jahren lebte Draj-Chmara fast ausschließlich in Gefangenschaft. Im Jahre 1933 wurde Draj-Chmara zum ersten Mal verhaftet. Ihm wurden konterrevolutionäre Tätigkeiten an der Universität in Kamenez-Podolski vorgeworfen. Zwar wurde das Verfahren gegen ihn 1934 eingestellt, allerdings durfte er sein Amt als Professor nicht mehr ausüben. Obwohl Draj-Chmara die Anschuldigungen abstritt, wurde er 1935 abermals verhaftet und all seine Manuskripte wurden beschlagnahmt. 1936 wurde er in Moskau zu fünf Jahren Lager in Kolyma wegen seiner angeblichen Partizipation in einer geheimen, konterrevolutionären Organisation verurteilt. Im Jahre 1938 wurde seine Strafe um 10 Jahre verlängert. Am 19. Januar 1939 verstarb Draj-Chmara. Man ist sich nicht ganz einig über seinen Tod, allerdings bezeugen gewisse Dokumente seinen Tod an Herzensschwäche in Kolyma.

## Schaffen
Draj-Chmara war vor allem für seine Übersetzungen bekannt. Er trug mit ihnen einen erheblichen Teil zur Entwicklung der Literatur bei. Man sagt ihm nach, er beherrschte 20 Sprachen. Draj-Chmara übersetzte hauptsächlich aus dem französischen, italienischen und tschechischen und übersetzte unter anderem die Poesie von Maurice Maeterlinck, Paul Verlaine und Maksim Bahdanowitsch. Leider wurden viele seiner Übersetzungen vom NKWD beschlagnahmt, da sie nicht mit den Überzeugungen der Bolschewiki übereinstimmten.

## Werke

### Allgemeines
Draj-Chmara wurde in der damaligen Gesellschaft nicht als Talent erkannt, da seine Werke als sehr kompliziert verschlüsselt galten. Er ist bekannt für die Emotionen, die er in seinen Gedichten ausdrückt und für eine üppige Sprache mit Neologismen. Ein „normaler“ Zeitgenosse konnte keinen Sinn hinter seinen Gedichten entdecken. Erst nach seinem Tod wurde ihm der Ruf des berühmten Poeten im 20. Jahrhundert – aufgrund seiner Tiefgründigkeit und Emotionen in seinen Werken – zuteil.
Überhaupt wurde zu Draj-Chmaras Lebzeiten nur ein Gedichtband unter dem Namen Porosten veröffentlicht. Dies geschah zu der Zeit, als Draj-Chmara 1924 Mitglied der Literaturgeschichtlichen Gesellschaft der Akademie der Wissenschaft wurde. Dort verkehrte er in Kreisen der Kiewer Neoklassiker, deren Mitglieder auch an der Akademie der Wissenschaft und an anderen Hochschulen tätig waren. Draj-Chmara und andere Mitglieder wollten sich von dem sogenannten Proletkults absondern und strebten eine Absonderung der führenden Epoche an. Ihre Kunst befasste sich mehr mit der historisch-kulturellen und moralisch-psychologischen Problematiken. Seine beiden anderen Werke Solnetschnye marschi und Schelesnyj gorisont wurden erst in den 1960er Jahren – nach seinem Tod – veröffentlicht. 1962 erschien dann seine Monographie Lesja Ukrainka. Schisn in twortschestwo.
Zwar werden die Werke Draj-Chmaras dem Neoklassizismus zugeordnet, weisen jedoch viele Merkmale des Symbolismus auf.

### SonettLebedi
Das Sonett Lebedi erschien 1928 im Almanach Literaturnyj Jarmarok in Charkow und sollte das letzte zu seinen Lebzeiten veröffentlichte Gedicht sein. Ihm wurde nämlich versteckte Kritik in dem Gedicht an der politischen Führung vorgeworfen. Danach fand er keine Publikationsmöglichkeiten mehr für seine Gedichte.
1. Strophe des Gedichts Lebedi:

На  тихім  озері,  де  мріють  верболози,

давно  приборкані,  і  влітку  й  восени

то  плюскоталися,  то  плавали  вони,

і  шиї  гнулися  у  них,  як  буйні  лози.
wissenschaftliche Transliteration (DIN 1460):

Na tychim ozeri, de mrijut verbolozy,

davno pryborkani, i vlitku j voseny

to pljuskotalysja, to plavaly vony,

i šyï hnulysja u nych, jak bujni lozy.
Übersetzung:

Auf dem stillen See, wo die Weiden träumen,

schon lange gebändigt, wie im Sommer, wie im Herbst,

manchmal plätschern sie, manchmal schwimmen sie,

und ihre Hälse biegen sich, wie ungestüme Reben.

## Ehrungen
- Straße in Kamenez-Podolska namens „M.A. Draj-Chmara“
- In der National Universität Ukraine wurde ein Lehrstuhl ukrainischer, lateinischer und englischer Sprache nach ihm benannt.